# Dynasty Warriors 2
Dynasty Warriors 2 (jap.: 真・三國無双 Shin Sangokumusō) ist ein Computerspiel des japanischen Entwicklers Omega Force für PlayStation 2 und der zweite Teil der gleichnamigen Serie. Anders als im Vorgänger handelt es sich um ein Actionspiel. Es wurde 2000 vom japanischen Publisher Koei veröffentlicht.

## Spielprinzip
Das Spiel bietet verschiedene Modi an. Der Musou-Modus ist eine Kampagne, in der man als General in der Zeit der Drei Reiche spielt. Der Spieler wählt einen General und spielt sich durch eine Reihe von Levels, die bestimmte Konflikte dieser Epoche darstellen. Er besiegt schließlich die beiden anderen Königreiche und wird Herrscher über ein vereintes China. Aufgrund des seinerzeit geringen Spielumfangs fehlten jedoch viele wichtige Schlachten. Dies wurde erst in Dynasty Warriors 3 behoben. 
Der Free Mode ermöglicht es dem Spieler, alle Missionen zu wiederholen, die er bereits im Musou-Modus abgeschlossen hatte.

### Charaktere
Im zweiten Teil der Dynasty-Warriors-Reihe sind acht Level zu bewältigen mit insgesamt 28 spielbaren Charakteren.
- Shu Han
  - Guan Yu
  - Huang Zhong*
  - Jiang Wei*
  - Liu Bei*
  - Ma Chao*
  - Zhang Fei
  - Zhao Yun
  - Zhuge Liang**
- Cao Wei
  - Cao Cao
  - Zhang Liao*
  - Dian Wei
  - Sima Yi*
  - Xiahou Dun
  - Xiahou Yuan*
  - Xu Zhu**
- Wu-Dynastie
  - Gan Ning*
  - Lu Meng*
  - Lu Xun
  - Sun Jian*
  - Sun Quan*
  - Sun Shang Xiang
  - Taishi Ci
  - Zhou Yu**
- Andere
  - Diao Chan
  - Dong Zhuo*
  - Lu Bu
  - Yuan Shao*
  - Zhang Jiao*

* neue Charaktere

## Rezeption
Das Spiel erhielt laut Metacritic „allgemein positive Kritiken“. Daniel Erickson von NextGen sagte über das Spiel: „Obwohl es das erste Third-Person-3D-Actionspiel mit einem Echtzeit-Schlachtfeld ist, ist das Gameplay absolut altmodisch.“ Famitsu vergab eine Punktzahl von 31 aus 40.